# Milan Steigerwald
Milan Steigerwald (* 13. června 1961 v Praze) je český hudební skladatel, klavírista, producent a vydavatel.

## Životopis
Studoval na ZUŠ ve Španělské ulici v Praze (klavír u prof. Pavla Tesaříka a prof. Anny Fejerové–Bělohlávkové). Dosahuje velkých úspěchů v celorepublikových klavírních soutěžích. Ve svých 12 letech slyšel poprvé při jízdě rodinným vozem skladbu Smoke On The Water od kapely Deep Purple - to mu navždy změnilo život. Od roku 1976 studuje na Gymnáziu Na Zatlance, od roku 1980 na Vysoké škole ekonomické v Praze.

Ve stejném roce zakládá a vede kultovní[zdroj?] undergroundovou kapelu HARMASAN. Od roku 1983 se stává frontmanem jazzrockového uskupení Váleček. Věnuje se koncertní a studiové praxi jako hráč i aranžér (různé rockové a jazzové skupiny, FYSIO, Taneční orchestr Československého rozhlasu, Orchestr Československé televize). V letech 1984-1988 studuje na Konzervatoři Jaroslava Ježka v Praze (u prof. Anny Šenflukové a prof. Jana Vrány klavír a u prof. Věroslava Neumanna kompozici) - zde se seznámí se svou současnou partnerkou, Pavlou Forest.

V roce 1987 zakládá spolu s Pavlou Forest rockovou kapelu KING SIZE international rock band. Pavla se stává leadrem King Size a Milana inspiruje k jejímu názvu. Kapela KING SIZE je aktivní až do roku 2006. V roce 2011 se uskutečnilo jedno exkluzivní vzpomínkové vystoupení v rámci koncertní show k příležitosti 50. narozenin Milana Steigerwalda.

Od roku 1988 spolupracoval s „Experimentálním studiem českého rozhlasu v Praze“ a navazuje přátelství s hudebním skladatelem Jindřichem Brabcem. Od roku 1988 do roku 1994 studuje na Pražské státní konzervatoři (obor skladba u prof. Angelo Michajlova a obor klavír u prof. J. Tomana). V roce 1990 získal stipendium na Berklee College of Music v Bostonu a obsadil druhé místo v národní skladatelské soutěži Děčínská kotva. O dva roky později se stává laureátem ceny Pabla Cassalse za písňový cyklus Requiem.

Roku 1993 zakládá Agenturu Příkrý les (agenturní a koncertní činnost, vydavatelství), která funguje dodnes. Ve stejném roce bývá často volen jako „sex-symbol“ nebo „osobnost“ roku (skupina King Size pak „objevem roku“) v časopisech jako Rock Report nebo Big Bang. V letech 1994-1996 působí jako pedagog v rockové škole Come to Jam na pražských Stodůlkách. Absolvuje studijní a pracovní pobyty v Anglii na University of Guildford, ve francouzském městě Quimper, na německém ostrově Sylt a také v New York City.

Od roku 1996 do roku 2000 se věnuje živé hudební performance Sight from the Trance. Ve stejné době se věnuji i producentské a vydavatelské činnosti v oblasti vážné hudby - spolupracuje s mezzosopranistkou Olgou Štěpánovou a varhaníkem Jaroslavem Tůmou. Od roku 2000 spolupracuje s japonským flétnistou Yoshimi Oshimou, violoncellistou Petrem Hejným, varhaníkem a hráčem na dobové kladívkové nástroje Jaroslavem Tůmou, klavíristou Norbertem Hellerem (na cyklu klavírních sonát Wolfganga Amadea Mozarta), berlínskou sopranistkou Irenou Troupovou, hobojistkou Liběnou Séquartovou, klezmerskou zpěvačkou Katerynou Kolcovou – Tlustou a dalšími.

Spolu s Pavlou Forest a dalšími tvůrci začal od roku 2004 tvořit a připravovat hudebně-dramatický projekt Antigona RockOpera, který měl světovou koncertní premiéru v roce 2006 a divadelní premiéru v roce 2008. Díky tomu vzniká RockOpera Praha, hudebně-dramatický soubor, který od konce roku 2009 působí na své stejnojmenné stálé scéně v pražských Holešovicích. V roce 2009 vydává Milan Steigerwald nahrávku relaxační klavírní hudby Kapky deště a klasické klavírní CD Měsíční Sonáta. To pokřtil na světové koncertní premiéře představení Oidipus Tyranus RockOpera. V roce 2010 uvedla RockOpera Praha světovou divadelní premiéru klasicko-etnické opery Bardo Thödol NewOpera a v roce 2013 první českou metalovou operu 7 proti Thébám.

## Diskografie
- 1991 - CD King Size: Lovci těl (Popron) - rock
- 1992 - CD King Size: Jezebel (DTM – Německo) - rock
- 1993 - CD King Size: Happy Sapiens (Reflex Records) – rock
- 1995 - CD Duše moderního člověka (Příkrý les) – písňový cyklus, soudobá vážná hudba
- 1996 - CD Sight from the Trance (Příkrý les) – improvizovaná live kompozice, alternativní ethno
- 1997 - CD King Size: Romeo a Julie (Příkrý les) – rock
- 2000 - CD KATRYNA: Yadid Nefesh (Příkrý les) – world music, ethno
- 2004 - CD King Size: KING SIZE 04 (Příkrý les) - rock, cca 5 videoklipů k této desce v produkci agentury Příkrý les
- 2006 - Kateryna Kolcová Tlustá – Inspiration Klezmer (záštita Václava Havla)
- 2008 - 2CD Antigona RockOpera - kompletní studiová nahrávka písní z projektu a bonusový obsah pro PC
- 2009 - CD Kapky deště - relaxační klavírní hudba, autorské skladby
- 2009 - CD Měsíční sonáta - klasický klavírní recitál, autorské skladby a bonusový obsah pro PC
- 2011 - 2CD Oidipus Tyranus RockOpera - kompletní studiová nahrávka písní z projektu a bonusový obsah pro PC

## Významné hudební projekty
- Harmasan (1980 - ?)
- Váleček (1983 - současnost)
- písňový cyklus Requiem
- KING SIZE international rock band (1987 - 2006, 2011)
- Sight from the Trance (1996 - 2000)
- Antigona RockOpera (2006 - 2009, 2010 - současnost)
- Oidipus Tyranus RockOpera (2009 - současnost)
- Bardo Thödol NewOpera (2010 - současnost)
- 7 proti Thébám MetalOpera (2013 - současnost)